# Raraka
Raraka  ook wel Te Marie genaamd,  is een bewoond atol dat administratief behoort tot de gemeente Fakarava  in het midden van de Tuamotu archipel in Frans-Polynesië, in de Grote Oceaan. Sinds 1977 is dit atol, samen met zes andere atollen van de gemeente Fakarava aangewezen als Biosfeerreservaat.
Dit atol ligt 17 km ten zuiden van het atol Kauehi, het dichtstbijzijnde eiland. Raraka ligt 475 km van Tahiti. Het atol is ovaal met een lengte van 16 km en een breedte van 10 km. Het landoppervlak is 7,2 km² en het wateroppervlak van de lagune is 342 km². In het noordwesten ligt een bevaarbare doorgang naar zee.

## Beschrijving

### Geschiedenis en bewoning
De eerste Europeaan die melding maakt van het eiland is de Britse zeevaarder Captain Ireland in 1831, zonder dat hij het eiland een naam gaf. De Franse ontdekkingsreiziger Jules Dumont d'Urville beschreef het eiland in september 1838 onder de Polynesische naam.
In de negentiende eeuw werd het eiland Frans territoriaal bezit. Er woonden toen ongeveer 100 mensen. Volgens de bevolkingsstatistiek uit 2017 wonen er nu 96 mensen in de nederzetting Motupapu, dicht bij de doorgang in het noordwesten. De bevolking leeft van het maken van kopra, de vangst van zeekomkommers en de kweek van parelmoer producerende schelpen (Pinctada).

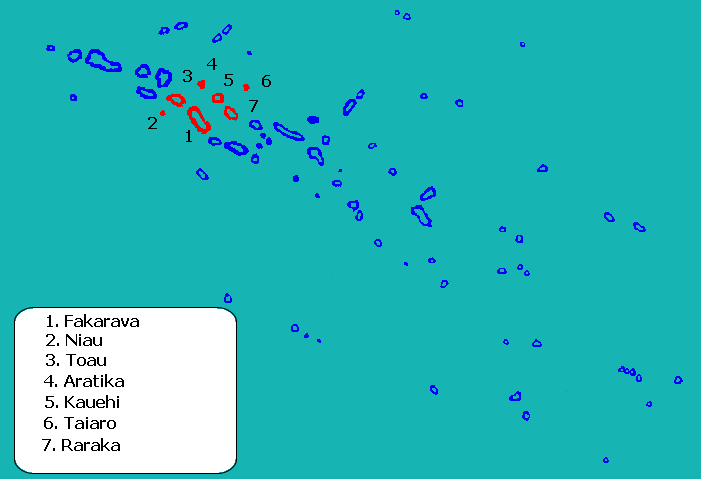
Positie van Raraka (7) binnen de Tuamotueilanden

### Ecologie
Het eiland is een biosfeerreservaat waarop tien vogelsoorten van de Rode Lijst van de IUCN voorkomen waaronder de met uitsterven bedreigde phoenixstormvogel (Pterodroma alba) en de endemische tuamotujufferduif (Ptilinopus coralensis) en de tuamotustrandloper (Prosobonia parvirostris).